# Intendente (stație de metrou din Lisabona)
Intendente este o stație de pe Linia verde a metroului din Lisabona. Stația este situată sub Bulevardul Almirante Reis, la intersecția cu strada Rua Andrade, și este denumită după Piața Intendentului Pina Manique (în portugheză Largo do Intendente Pina Manique), aflată în apropiere.

## Istoric
Stația a fost inaugurată pe 28 septembrie 1966, odată cu prelungirea Linie verzi până în cartierul Anjos. Proiectul original îi aparține arhitectului Dinis Gomes, iar lucrările plastice pictoriței Maria Keil.
Pe 7 martie 1977 a fost terminată extinderea stației, lucrările fiind executate tot după un proiect realizat de arhitectul Dinis Gomes în colaborare cu pictorița Maria Keil. Extinderea stației a presupus prelungirea peroanelor și construirea unui nou atrium. Noi lucrări de extindere au fost realizate în 2005.

## Legături

### Autobuze orășenești

#### Carris
- 28E Martim Moniz ⇄ Campo de Ourique (Prazeres)
- 208 Cais do Sodré ⇄ Estação Oriente (Interface) (dimineața)
- 708 Martim Moniz ⇄ Parque das Nações Norte
- 734 Martim Moniz ⇄ Estação Santa Apolónia[5]

#### Aerobus
- Linha 1 Aeroporto ⇄ Cais do Sodré[6]